# Santa María Egipcíaca (Ribera, Nápoles)
La Santa María Egipcíaca es una pintura bajó la técnica de óleo sobre lienzo (88×71 cm) de 1651 de José de Ribera, correspondiente al período Barroco, conservado en el Museo Cívico Filangieri del Palacio Como de Nápoles, Italia. 

## Historia y descripción
El cuadro es una versión final de un tema representado en al menos otras tres versiones durante los primeros años de la década de 1640. En esta ocasión, la santa está representada como media figura en tres cuartos, mientras que en las versiones anteriores estaba casi entera, como era habitual en el pintor durante los últimos años de su vida. Según una leyenda, la mujer retratada es la hija del propio pintor José de Ribera, y según otra, fue seducida y abandonada en 1648 por Don Juan de Austria; sin embargo, ninguna de las dos hipótesis se ve confirmada por la información documental que ha llegado hasta nuestros días.
El estilo recuerda el periodo naturalista de Ribera, la etapa anterior a la influencia neoveneciana de 1637.  La escena está dominada por los colores oscuros y los tonos bajos, aunque en consonancia con la versión que se conserva actualmente en el Museo Fabre de Montpellier (Francia). La santa (María de Egipto) viste ropas humildes y harapientas, con las manos juntas y la mirada hacia arriba, arrepentida de su pasado, dispuesta a convertirse al cristianismo y retirarse al desierto. En la parte inferior hay una feliz inserción de la naturaleza posada por Ribera, compuesta por los tres panes rotos, que según la iconografía la santa se llevó consigo al desierto, y la calavera, símbolo de penitencia.
El cuadro está firmado y fechado en el borde de la tabla «Jusepe de Ribera español / F. 1651» .  La obra fue registrada originalmente en las colecciones de los Duques de Miranda, y luego pasó a las colecciones de Filangieri probablemente en el siglo XVIII.

## Otras imágenes

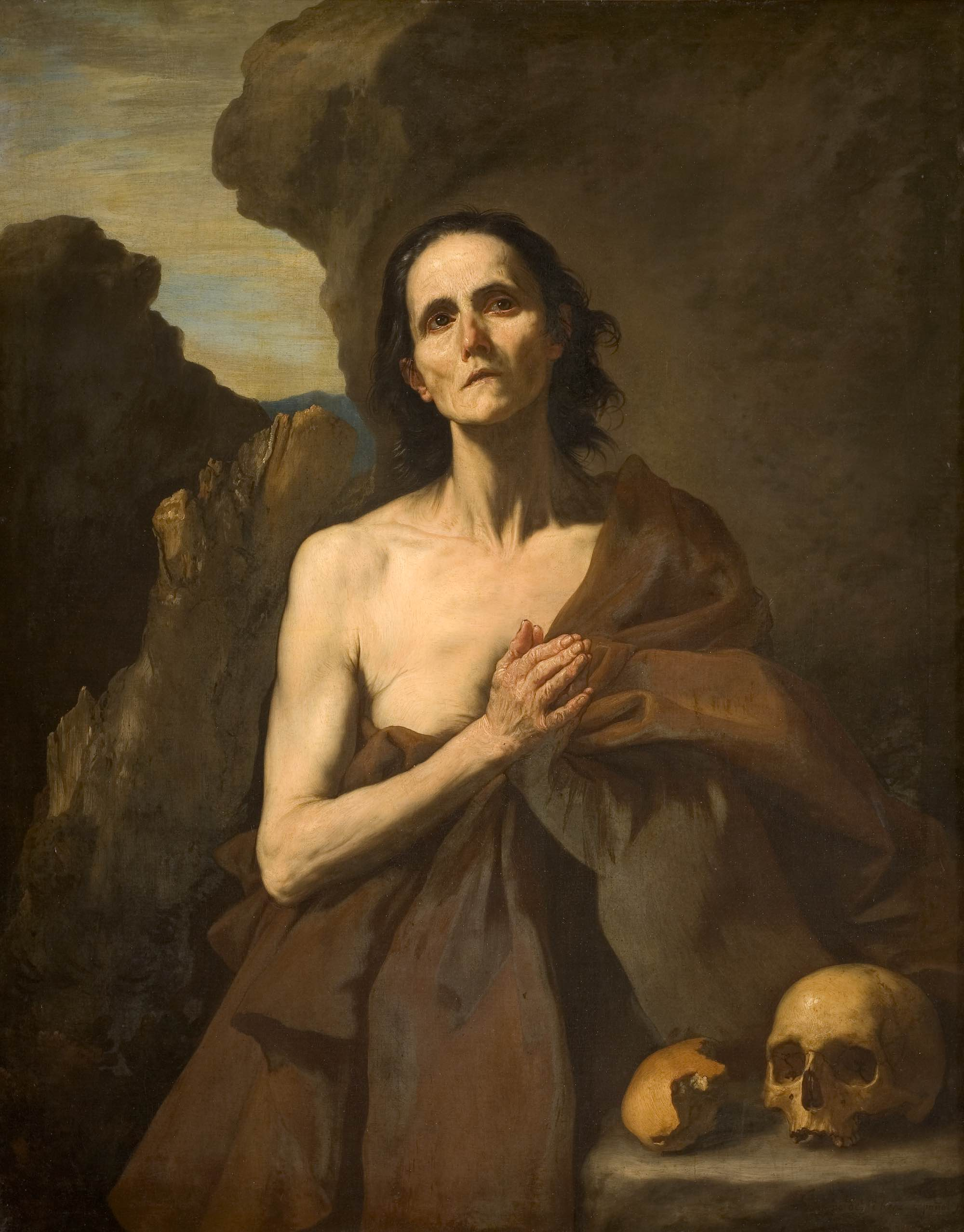
Versión de Montpellier de 1641
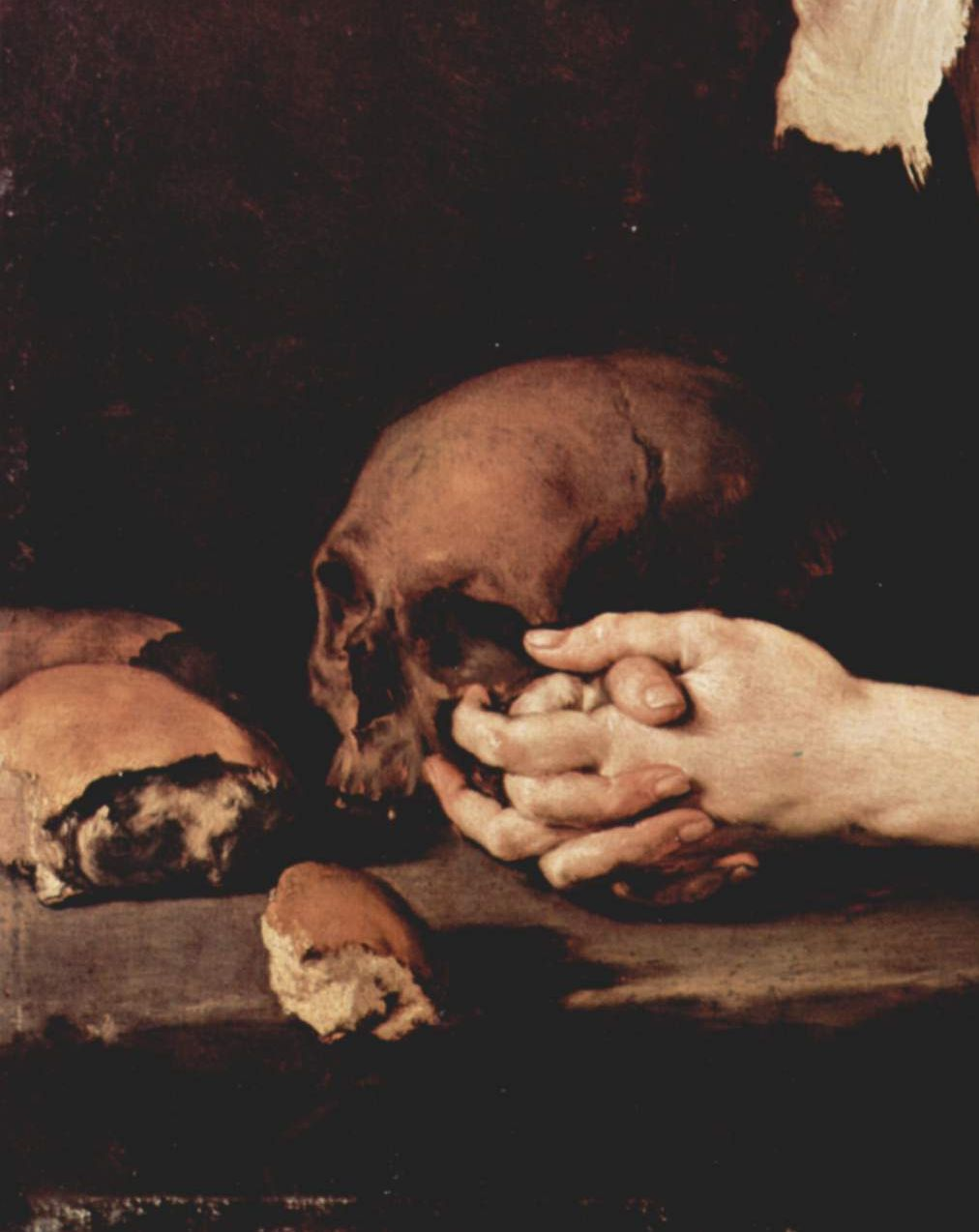
Detalle del bodegón en la versión napolitana.